# 物価庁
物価庁（ぶっかちょう、英: Price Agency）は、1946年（昭和21年）から1952年（昭和27年）まで存在した日本の行政機関。

## 概要
物価庁は、物価庁官制 （昭和21年8月12日勅令第381号）に基づき、1946年（昭和21年）8月12日に、大蔵省物価部から事務を引き継いで、内閣直属の機関として設置された。その後日本国憲法施行に伴い総理庁外局になり、更に、1949年（昭和24年）6月1日から経済安定本部の外局となり、1952年（昭和27年）4月1日に廃止され、その業務は経済安定本部物価局（けいざいあんていほんぶ ぶっかきょく）に移行した。
物価庁は、同日に設置された経済安定本部が企画・立案した物価政策の実施官庁である。初代物価庁長官（国務大臣）は、第1次吉田内閣の国務大臣・膳桂之助（経済安定本部総務長官を兼任）。歴代物価庁長官は、経済安定本部総務長官が兼任した。「物価庁は、内閣総理大臣の管理に属し、物価に関する事務を掌る。」（物価庁官制1条）と定められた。
物価庁には、長官、次長、長官官房及び3部（後に5部）と、主要な地域に地方物価事務局が置かれた。